# Fujiwara no Tanetsugu
Fujiwara no Tanetsugu (藤原種継), né en 737 et décédé le 4 novembre 785, est un courtisan japonais, favori de l'empereur Kammu. Il est le petit-fils du sangi Fujiwara no Umakai, fondateur des Fujiwara Shikike. Il atteint le rang de cour de 正三位 (shō san-mi) et la fonction de chūnagon. Après avoir été assassiné par le prince Sawara à qui il s'oppose, il se voit attribuer le rang de 正一位 (shō ichi-i) et la fonction de daijō-daijin à titre posthume.

## Biographie
Le Shoku Nihongi mentionne Tanetsugu pour la première fois en 766 lorsqu'il est promu de 従六位上 (ju roku-i no jō) à 従五位下 (ju go-i no ge). Deux ans plus tard, en 768, il est nommé kokushi (gouverneur) de la province de Mimasaka.
Grâce au soutien indéfectible des Shikike à l'ascension de l'empereur Kōnin, la famille est très bien en cour. Tanetsugu exerce divers mandats en tant que gouverneur de province, ainsi que des fonctions civiles et militaires et gravit régulièrement les rangs pour atteindre celui de 従四位下 (ju shi-i no ge) en 781. Après la mort de ses oncles Fujiwara no Yoshitsugu et Fujiwara no Momokawa, Tanetsugu en vient à représenter les Shikike en tant que plus ancien petit-fils d'Umakai.
Avec l'ascension de l'empereur Kanmu en 781, Tanetsugu est promu 従四位上 (ju shi-i no jō). Bénéficiant de la confiance de l'empereur, Tanetsugu rejoint rapidement les rangs des kugyō avec une promotion au titre de sangi en 782. En 783, il est promu 従三位 (ju san-mi) et en 784 est fait chūnagon.

### Nagaoka-kyō
En 784, Kanmu veut déménager la capitale et quitter Heijō-kyō. Tanetsugu recommande le site de Nagaoka-kyō pour installer la nouvelle capitale. Sur ordre de l'empereur, Tanetsugu inspecte le site en compagnie de Fujiwara no Oguromaro (ja), Saeki no Imaemishi (ja), Ki no Funamori (ja), Ōnakatomi no Kōyu (ja) et Sakanoue no Karitamaro. Plus tard cette année, Tanetsugu est chargé de la construction de la nouvelle capitale. Sa nomination peut avoir eu le soutien de la famille de sa mère, le clan Hata, dont la base d'opérations dans la province de Yamashiro se trouve proche du site de la nouvelle capitale. Plusieurs membres du clan Hata sont ensuite promus parmi les rangs de l'aristocratie en fonction de leurs services méritoires dans la construction.

### Assassinat
En 785, peu après le transfert de la capitale, Tanetsugu est atteint par une flèche tandis qu'il supervise la construction et meurt le lendemain. L'empereur Kanmu est absent à l'époque car il visite la province de Yamato. Ōtomo no Takeyoshi (大伴竹良) est le premier arrêté pour l'assassinat et après enquête, dix autres personnes sont exécutées, dont Ōtomo no Tsuguhito (大伴継人) et Saeki no Takanari (佐伯高成). Ōtomo no Yakamochi, mort un mois avant l'incident, est identifié comme étant le chef de file et radié du registre des anciens fonctionnaires. Plusieurs autres personnes sont impliquées et exilés.
Plus tard encore, le prince Sawara est déshérité de sa position de prince héritier et exilé dans la province d'Awaji mais meurt en cours de route. Il se peut qu'il y ait eu discorde entre Sawara et Tanetsugu mais quant à savoir si Sawara est réellement impliqué dans l'assassinat n'est pas clair. Un certain nombre de fonctionnaires impliqués dans l'assassinat, y compris Takanari, sont employées dans les quartiers du prince héritier. Cet incident, avec la crainte de l'esprit vengeur de Sawara, contribue à la décision de retourner la capitale à Heian-kyō peu de temps après.
Le dernier rang de Tanetsugu est 正三位 (shō san-mi) et il occupe les fonctions de chūnagon et directeur du Shikibu-shō (Ministère des Services civils). Il est âgé de 49 ans lorsqu'il meurt. L'empereur Kanmu le promeut 正一位 (shō ichi-i) et sadaijin à titre posthume et en 809, la position posthume supplémentaire de daijō-daijin lui est également accordée.

### Personnes punies en relation avec l'incident[3]
| Personne                             | Position                                                                                  | Punition                                                    | Pardon                                                                 |
| ------------------------------------ | ----------------------------------------------------------------------------------------- | ----------------------------------------------------------- | ---------------------------------------------------------------------- |
| Prince Sawara                        | Prince héritier                                                                           | Déshérité et exilé dans la province d'Awaji; meurt en route | Élevé à titre posthume sur le trône sous le nom d'empereur Sudō en 800 |
| Haruhara no Ioe (五百枝王)           | 従四位上 (ju shi-i no jō) et chef de division de la garde impériale (右兵衛督)            | Exilé dans la province d'Iyo                                | Rang restauré en 806                                                   |
| Ōtomo no Yakamochi                   | 従三位 (ju san-mi) et chūnagon                                                            | Mort à l'époque, mais déchu de son rang                     | Rang restauré à titre posthume en 806                                  |
| Ōtomo no Tsuguhito (大伴継人)        | 従五位下 (ju go-i no ge) et 左少弁 (sadaiben)                                             | Exécuté (décapitation)                                      | Rang restauré à titre posthume en 806                                  |
| Ōtomo no Mamaro (大伴真麻呂)         | 従五位下 (ju go-i no ge) et directeur du bureau des impôts (主税頭)                       | Exécuté (décapitation)                                      | Rang restauré à titre posthume en 806                                  |
| Ōtomo no Naganushi (大伴永主)        | 従五位下 (ju go-i no ge) et assistant directeur de la capitale (右京亮)                   | Exilé dans la province d'Oki                                | Rang restauré en 806                                                   |
| Ōtomo no Takeyoshi (大伴竹良)        | Général dans la garde impériale (右衛門大尉)                                              | Exécuté (décapitation)                                      |                                                                        |
| Ōtomo no Minatomaro (大伴湊麻呂)     | 大和大掾 (Yamato-taijō)                                                                   | Exécuté (décapitation)                                      |                                                                        |
| Ōtomo no Kunimichi (大伴国道)        |                                                                                           | Exilé dans la province de Sado                              | Pardonné et de retour dans la capitale en 803                          |
| Saeki no Takanari (佐伯高成)         | Assistant inspecteur des quartiers du prince héritier (春宮少進)                          | Exécuté (décapitation)                                      |                                                                        |
| Ki no Shiromaro (紀白麻呂)           | 従五位上 (ju go-i no jō) et assistant directeur des quartiers du prince héritier (春宮亮) | Exilé dans la province d'Oki                                | Restauré au rang de 正五位上 (shō go-i no ge) en 806                   |
| Fujiwara no Oyori (藤原雄依)         | 正四位下 (shō shi-i no ge) et directeur du Ministère du Trésor (大蔵卿)                   | Exilé dans la province d'Oki                                | Restauré au rang de 従四位下 (ju shi-i no ge) en 806                   |
| Tajihi no Hamahito (多治比浜人)      | Secrétaire en chef des quartiers du prince héritier (春宮主書首)                          | Exécuté (décapitation)                                      |                                                                        |
| 林稲麻呂 (Hayashi no Inamaro)        | Outside (外) 従五位下 (ju go-i no ge) et précepteur du prince héritier (東宮学士)         | Exilé dans la province d'Izu                                | Rang restauré en 806                                                   |
| 伯耆桴麻呂 (Hōki no Bachimaro)       | Dans la garde impériale (近衛)                                                            | Exécuté (décapitation)                                      |                                                                        |
| 牡鹿木積麻呂 (Oshika no Kitsumimaro) | Dans la garde impériale (中衛)                                                            | Exécuté (décapitation)                                      |                                                                        |

## Généalogie
- Père : Fujiwara no Kiyonari
- Mère : fille de Hata no Asamoto (秦朝元の娘?)
- Épouse : fille de Awata no Michimaro (粟田道麻呂?)
  - Fils ainé : Fujiwara no Nakanari (藤原仲成?, 764–810)
- Épouse : fille de Yamamoto no Nakamune (山口中宗女?)
  - Fils : Fujiwara no Yamahito (藤原山人?)
- Épouse : fille de 雁高佐美麻呂 (Karidaka no Samimaro?)
  - Deuxième fils : Fujiwara no Kazuramaro (藤原縵麻呂?, 768–821)
- Épouse : fille de Fujiwara no Tsugutada (藤原継縄?)
  - Fils : Fujiwara no Yasutsugu (藤原安継?), ou peut-être un fils de Kiyonari
- Épouse : fille de Fujiwara no Tadanushi (藤原縄主?)
- Autres enfants :
  - Fils : 藤原藤生 (Fujiwara no Fujio?)
  - Quatrième fils : Fujiwara no Yotsugu (藤原世嗣?, 779–831)
  - Fils : 井出湯守 (Ide no Yumori?)
  - Fille : Fujiwara no Kusuko (藤原薬子?, ?–810), dame de cour de l'empereur Heizei
  - Fille : Fujiwara no Azumako (藤原東子, ?–816?), dame de cour de l'empereur Kanmu

## Source de la traduction
- (en) Cet article est partiellement ou en totalité issu de l’article de Wikipédia en anglais intitulé « Fujiwara no Tanetsugu » (voir la liste des auteurs).